# Trepetinca
Trepetnicë en albanais et Trepetinca en serbe latin (en serbe cyrillique : Трепетинца) est une localité du Kosovo située dans la commune/municipalité de Prizren et dans le district de Prizren/Prizren. Selon le recensement kosovar de 2011, elle compte 138 habitants.
Le village est également connu sous les noms de Trepetincë et Terpetnica.

## Démographie

### Évolution historique de la population dans la localité
| 1948 | 1953 | 1961 | 1971 | 1981 | 1991 | 2011 |
| ---- | ---- | ---- | ---- | ---- | ---- | ---- |
| 202  | 100  | 123  | 182  | 191  | 227  | 138  |

|  |

### Répartition de la population par nationalités (2011)
En 2011, les Albanais représentaient 96,38 % de la population.